# Marianne Kuhn
Marianne Kuhn (geboren 26. November 1949 in Wohlen, auch Marianne Kuhn-Meyer) ist eine Schweizer Zeichnerin und Zeichenlehrerin.

## Leben
Marianne Kuhn ist die älteste Tochter von Kasimir Meyer, Verleger des Wohler Anzeigers. Nach der Kantonsschule Aarau (1966–1970) machte sie von 1969 bis 1975 eine Ausbildung zur Zeichenlehrerin an der Kunstgewerbeschule Basel. Im Anschluss unternahm sie mehrere Studienreisen:  von 1976 bis 1977 in Italien, Malta und Nordafrika, 1977–78 Aufenthalt in der algerischen Sahara, 1979–80 Aufenthalt im Tessin sowie Reise in die Bretagne. Von 1981 bis 1983 war sie als Zeichenlehrerin an der Kantonsschule Wettingen tätig. Später arbeitete sie auch als Zeichenlehrerin an den Kantonsschulen Wohlen und Aarau.
Seit 1983 lebt und arbeitet sie in Aarau. Kuhn hat zwei Kinder, 1979 und 1983 geboren.

## Werk
Bemerkenswert sind ihre grossen, monochromen Raumzeichnungen mit Grafit. Sie gehört in der Schweiz zu den innovativen Künstlerinnen,
die seit den 1980er Jahren die Zeichnung als autonomes Medium beanspruchen. Mehrfach besuchte Kuhn das Bergwerk, aus dem sie den reinen Kohlenstoff für ihre Arbeiten bezieht. Für ihre Zeichnungen reichert sie das Grafit mit Bindemitteln wie Wasser oder Fett an und nutzt es dann als Farbe, als Zeichenmaterial oder zum Modellieren. Ihre Bleistiftzeichnungen erzeugen bisweilen eine plastische Wirkung.
Seit 1983 bearbeitet Kuhn ihre Themen in grossen Formaten. Ihre monochromen Zeichnungen entstehen auf dem Boden. Während des Entstehungsprozesses bewegt sich die Künstlerin auf der Fläche des Papiers und «im Raum des Bildes, den sie um sich herum aufbaut». Ab 1990 wendet sich Kuhn kartografisch anmutenden Landschaften zu. Zusätzlich fügt sie mittels schwer leserlichen Textpassagen eine narrative Dimension ein. Ab Mitte der 1990er-Jahre erweitert sie ihre zeichnerische Praxis ins Dreidimensionale. Der Rohstoff Grafit nimmt nun als Block und Relief Gestalt an. Bei einer Ausstellung im Trudelhaus Baden war dies besonders deutlich zu sehen. Auf einem fein abgeschliffenen Rechteck im Verputz hatte Kuhn die historische Mauer des Trudelhauses vieltausendfach «bezeichnet», so dass ein satt-glänzendes Relief entstand, das den Unebenheiten der gewachsenen Mauer nachspürte und gleichzeitig die Licht- und Farbstimmung des Raums spiegelte. In weiteren Werken trug sie Grafitbrei mit dem Pinsel in Schichten auf. Während des Trocknens verdichtete sich das Material zu kompakten Kunstobjekten. Weiterhin verwandt sie ausgebohrte Grafitkerne, die den Blick auf Schichtungen und Anreicherungen freisetzten, die so den Bezug zur bergmännischen Gewinnung des Rohmaterials herstellten.
Anfang der 2000er Jahre kehrt Kuhn zur Grafit-Zeichnung zurück, die sie von da an als «Grafit-Malerei» bezeichnet.

## Werke (Auswahl)
Ararat von Marianne Kuhn (1994) aus dem Bestand des Aargauer Kunsthauses

Link zum Bild

Aralsee von Marianne Kuhn (1994) aus dem Bestand des Aargauer Kunsthauses

Link zum Bild

Ohne Titel von Marianne Kuhn (1994) aus dem Bestand des Aargauer Kunsthauses

Link zum Bild

Im Besitz des Aargauer Kunsthauses:
- Ohne Titel, Grafit auf Papier, 1984.
- Ohne Titel, Grafit auf Papier, 1987.
- Ohne Titel (Tal in Algerien), Grafit auf Papier, 1991.
- Ararat, Grafit auf Papier, 1994.
- Ohne Titel, Grafit auf Papier, 1994.

Weitere Arbeiten:
- Russland I, Grafit auf Papier, 1992/93 (von Roman Kurzmeyer erörtert)[11]
- Russland II, Grafit auf Papier, 1992/93 (von Roman Kurzmeyer erörtert)[11]

Kunst am Bau:
- 1999 Kloster Muri, Räume im Südflügel, Kanton Aargau, nach Gewinn des vom Baudepartements des Kantons Aargau ausgeschriebenen Wettbewerbs[5][12]
- 2000 Krankenheim Bachwiesen, Zürich[5]

## Ausstellungen (Auswahl)
Einzelausstellungen:
- 1990, 2010 Galerie Brigitta Rosenberg, Zürich[3]
- 1991 «Marianne Kuhn». Aargauer Kunsthaus, Aarau[13]
- 1992 Kunstraum Burgdorf[5]
- 1993, 2001, 2004 Galerie Elisabeth Staffelbach, Lenzburg
- 1996 Galerie Kornfeld, Zürich[5]
- 1998 Galerie im Trudelhaus, Baden[5]
- 2006 «Marianne Kuhn. Graphit», Kunstmuseum Olten[5]
- 2025 «Marianne Kuhn. Sammlung im Fokus». Aargauer Kunsthaus, Aarau[14]

Gruppenausstellungen:
- 1983, 1984 Galerie in Lenzburg[3]
- 1984 «Vision und Utopie», Aargauer Kunsthaus[3]
- 1990 «Zeichnungen», Helmhaus, Zürich[3]
- 1994 «Eine fiktive Sammlung. Aargauer Künstlerinnen», Kunsthalle St. Gallen[5]
- 1994 «Zeichnungen. Standpunkte», Kunstraum Burgdorf[5]
- 1997 «In den Raum gestellt, oder. Dreidimensionale Werke der 90er Jahre», Helmhaus Zürich[5]
- 1996 «4 Aargauer Künstler» (mit Josef Herzog, Ruth M. Obrist, Christoph Storz), Palais Lichtenstein, Feldkirch[5]
- 1999 «Rumänien - Schweiz», Kulturaustauschprojekt[15][5]
- 2001 «Frémissements. Das Aargauer Kunsthaus zu Gast im Trudelhaus Baden», Galerie im Trudelhaus Baden[5]
- 2003 «Arbeiten auf Papier», Galerie im Trudelhaus Baden[5]
- 2004 «Zeichnungen» (mit Peter Emch, Valentin Hauri, Anna Wiesendanger, Irène Wydler), Galerie Zimmermannhaus, Brugg[5]
- 2005 «Wolkenbilder. Von John Constable bis Gerhard Richter», Aargauer Kunsthaus[16]
- 2007 «Ein Kunst Haus. Sammeln und Ausstellen im Aargauer Kunsthaus», Aargauer Kunsthaus[17]
- 2010/11 «Auswahl 10. Aargauer Künstlerinnen und Künstler», Aargauer Kunsthaus[17]
- 2011/12 «Winterwelten aus der Sammlung», Aargauer Kunsthaus[17]
- 2012/13 «Was ist Grau genau?», Aargauer Kunsthaus[17]
- 2014 «Kunst fürs Kunsthaus. Editionen des Aargauischen Kunstvereins 1991–2013», Aargauer Kunsthaus[17]
- 2019 „Ohne Verfallsdatum: Schenkung und Leihgaben der Sammlung Migros Aare“, Kunstmuseum Bern[17]

## Auszeichnungen
- 1986 Werkjahr des Kantons Aargau[3]
- 1996 Werkbeitrag der Esther-Matossi-Stiftung[17]